# 산티아고 페냐
산티아고 페냐 팔라시오스(스페인어: Santiago Peña Palacios, 문화어: 싼띠아고 뻬냐 빨라씨오스, 1978년 11월 16일~)는 파라과이의 정치인이자 경제학자로 파라과이의 제56대 대통령이다.
그는 파라과이 중앙은행의 이사회 멤버이자 파라과이의 재무장관이었다. 그는 이전에 2018년 적색당의 대통령 예비선거에서 후보로 출마하였으나 2018년 대통령 선거에서 대통령으로 선출된 마리오 아브도 베니테스에게 패배하였다. 페냐는 적색당에 합류하였을 때인 1996년과 2016년 사이에 진정급진자유당의 당원이었다.
그의 정치 경력 이외에도, 페냐는 파라과이 중앙은행과 방코 암베이의 지도 이사회에서 일했다. 그는 또한 아순시온 가톨릭 대학교에서 경제학을 가르쳤고 통화 정책과 금융에 대한 연구 논문을 발표했다. 그는 2023년 대통령 선거에서 당선되었다.

## 어린 시절
1978년 11월 6일, 파라과이의 수도 아순시온에서 태어났으며, 그는 2001년에는 아순시온 가톨릭 대학교에서, 2003년에는 컬럼비아 대학교 국제 및 공공 문제 대학원에서 석사 학위를 취득했다. 이후 파라과이 중앙은행의 이사회 멤버였고, 이후 파라과이의 재무장관을 지냈다.

## 정치 경력
1996년 페냐는 진정급진자유당에 입당해 정계에 입문했다가, 2016년에 적색당으로 당을 옮겼다. 2018년 페냐는 2018년 대통령 선거에 예비후보로 출마했지만, 그는 마리오 아브도 베니테스에게 패배했다. 하지만 2022년 페냐는 성공적으로 적색당의 대통령 후보로 출마하였고, 그의 경쟁자인 아놀도 빈스는 아브도 베니테스와 정렬된 반면, 전 대통령 오라시오 카르테스와 가장 가까운 정렬된 후보로 널리 보여졌다. 페냐를 비판하는 사람들은 만약 대통령으로 선출된다면, 오라시오 카르테스는 회색 빛의 존재가 될 것이고 페냐는 카르테스의 대변자 역할만 할 것이라고 말했다. 적색당의 정치인 블랑카 오벨라르는 페냐가 당선된다면 카르테스의 "비서" 역할을 하게 될 것이라고 말했다. 카르테스와 의회에서 그의 지지자들은 이전에 카르테스가 재선에 출마할 수 있도록 허용하는 헌법 개정안을 통과시키려 시도하였고, 이는 나라에서 폭동을 일으켰다.
페냐는 2023년 4월 총선에서 43.9%의 득표율을 얻은 후 파라과이의 대통령으로 선출되었다. 그는 퇴임 대통령 마리오 아브도 베니테스와 브라질의 루이스 이나시우 룰라 다 시우바, 아르헨티나의 알베르토 페르난데스 대통령에 의해 축하를 받았다. 페냐는 현재 국가가 직면하고 있는 경제적 도전들을 해결하기 위해 단결을 촉구했다.

## 대통령직
페냐는 2022년 적색당의 대선 후보로 성공적으로 출마하여 오라시오 카르테스 전 대통령과 가장 밀접하게 일치하는 후보로 널리 알려졌고, 상대 후보인 아놀드 위엔스는 압도 베니테스와 일치했다. 페냐를 비판하는 사람들은 페냐가 대통령에 당선되면 오라시오 카르테스는 회색의 명성을 얻게 될 것이며, 페냐는 미국으로부터 "상당히 부패했다"는 제재를 받고 있는 카르테스의 대변자 역할에 불과할 것이라고 말했다. 적색당 정치인 블랑카 오벨라는 페냐가 당선되면 카르테스의 "비서" 역할을 맡게 될 것이라고 말했다.

## 역대 선거 결과
| 선거명      | 직책명            | 대수 | 정당   | 득표율 | 득표수      | 결과 | 당락 |
| ----------- | ----------------- | ---- | ------ | ------ | ----------- | ---- | ---- |
| 2023년 선거 | 파라과이의 대통령 | 56대 | 적색당 | 43.93% | 1,291,209표 | 1위  |      |